# Triquis
Les Triquis sont un groupe ethnique indigène du nord-ouest de l’État d'Oaxaca, au Mexique. Ils parlent en langues triques. Les principales villes qu'habitent les Triquis sont San Juan Copala, dans la municipalité de Juxtlahuaca ; San Andrés Chicahuaxtla et Santo Domingo del Estado, dans la municipalité de Putla Villa de Guerrero ; San Martín Itunyoso et San José Xochixtlan, dans la municipalité de San Martín Itunyoso.